# Барзах (фільм)
Барзах (Barzakh) — документальний фільм литовського режисера Мантаса Кведаравічюса, знятий 2011 року. Темою фільму є тортури та викрадення людей у Чечні. Прем'єра фільму відбулася на Берлінському кінофестивалі, де він здобув нагороду «Amnesty International Film Prize». Стрічка присвячена російській журналістці і правозахисниці Наталії Естеміровій, котра допомагала в проведенні зйомок і була вбита у 2009 році.
Зйомки фільму тривали понад 3 роки.

## Нагороди
| Рік  | Кінофестиваль                                       | Категорія                                           | Результат | Посилання |
| ---- | --------------------------------------------------- | --------------------------------------------------- | --------- | --------- |
| 2011 | Belgrade Documentary and Short Film Festival        | найкращий фільм                                     | Перемога  |           |
| 2011 | Берлінський міжнародний кінофестиваль               | Amnesty International Film Prize                    | Перемога  |           |
| 2011 | Берлінський міжнародний кінофестиваль               | Prize of the Ecumenical Jury — Special Mention      | Перемога  |           |
| 2011 | Міжнародний фестиваль документального кіно «Їглава» | Best Mid-Length Documentary                         | Номінація |           |
| 2011 | Lithuanian Film Awards                              | Best Documentary (Geriausias dokumentinis filmas)   | Перемога  |           |
| 2011 | Lithuanian Film Awards                              | Best Director (Geriausias rezisierius)              | Номінація |           |
| 2011 | Талліннський кінофестиваль «Темні ночі»             | Нагорода Міжнародної федерації кінопреси (ФІПРЕССІ) | Перемога  |           |
| 2011 | Талліннський кінофестиваль «Темні ночі»             | Grand Prize                                         | Перемога  |           |
| 2011 | Вільнюський міжнародний кінофестиваль               | Best Lithuanian Debut                               | Перемога  |           |
| 2012 | Люблянський міжнародний кінофестиваль               | Amnesty International Film Award                    | Перемога  |           |

### Виноски
1. ↑  У Маріуполі росіяни вбили кінорежисера із Литви: що відомо
2. 1 2 3  Дмитрий Волчек (23.02.2011). Режиссер Мантас Кведаравичюс – о кадыровской Чечне. Радио Свобода. Процитовано 2 жовтня 2023. (рос.)